# Röfix

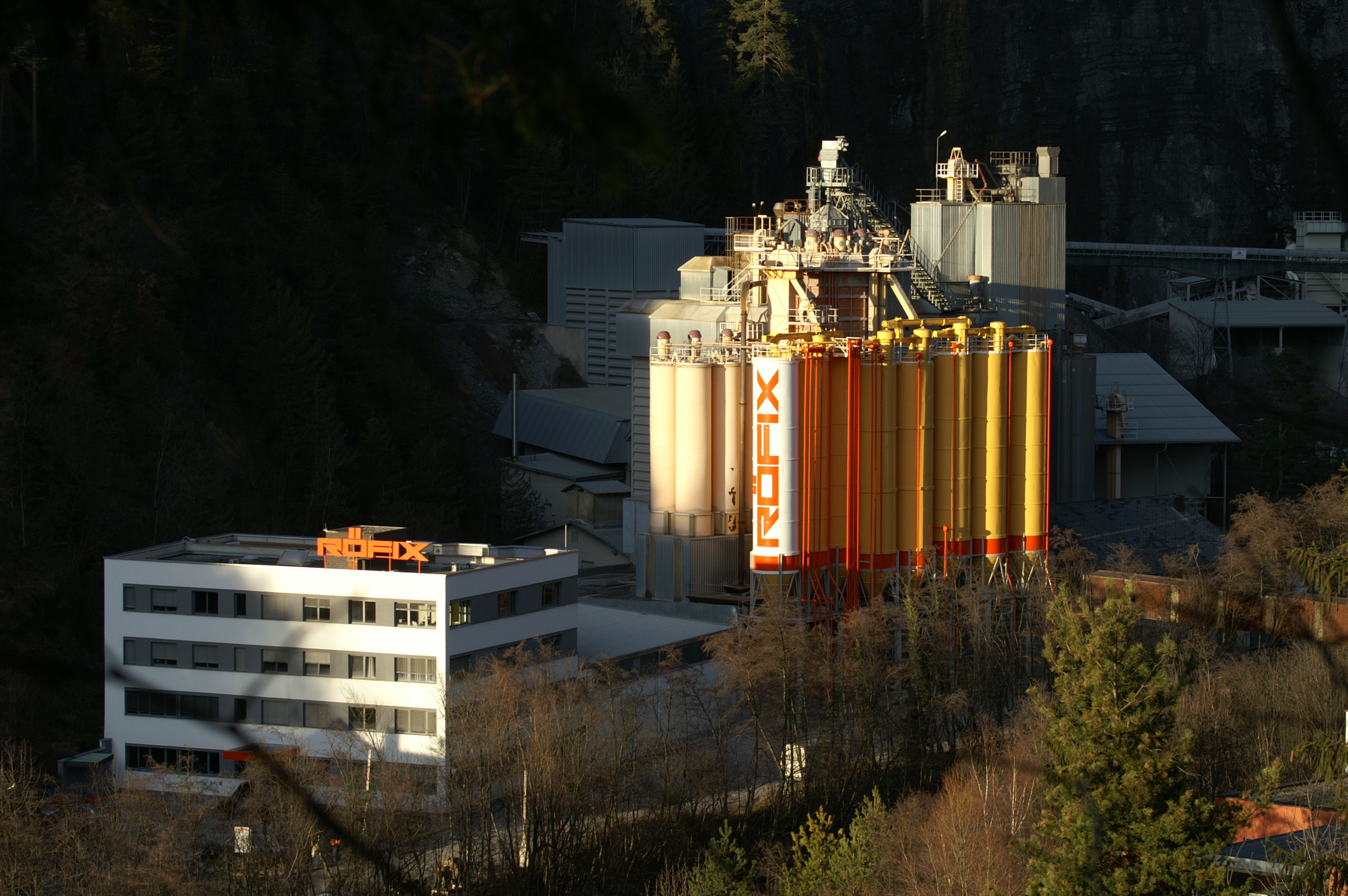
Firmengelände der Röfix AG in Röthis

Röfix (Eigenschreibweise: RÖFIX AG) ist ein österreichischer Produzent von Mörtel, Estrich und Putz. Das Unternehmen ist Teil der Fixit Gruppe. Diese hielt seit 1998 43 % der Anteile von Röfix und tut dies seit 2006 zu 90 %. Röfix ist somit eine der fünf Baustoffmarken der Fixit-Gruppe.

## Geschichte
Röfix wurde 1888 von Josef Wehinger und dessen Bruder gegründet. 1924 übernahm sein Sohn Hermann Wehinger die Kalkbrennerei und erzeugte erstmals Sackkalk. 1936 wurde das Gebäude des Unternehmens neu errichtet und der erste LKW angekauft. 12 Jahre später traten Josef, Ludwig und Hermann Wehinger als Gesellschafter in den Betrieb ein.
In den folgenden Jahren wurde der Betrieb immer weiter ausgebaut und modernisiert. 1982 wurde das erste Werk im italienischen Partschins gegründet.
Heute betreibt Röfix neben dem Hauptsitz in Röthis drei weitere Niederlassungen in Österreich sowie Standorte in Albanien, Bosnien und Herzegowina, Bulgarien, Italien, Kosovo, Kroatien, Montenegro, der Schweiz, Serbien und Slowenien.
Zwischen 1989 und 1991 bohrte Röfix einen Tunnel vom Röthner Werksgelände zum zwischen Weiler und Viktorsberg angelegten Steinbruch „Sifeler Berg“ und baute dort ab 1992 Gestein ab. 2009 kaufte eine andere Vorarlberger Bergwerksfirma den Steinbruch.

## Sonstiges
- Das Unternehmen ist Mitglied der ARGE Qualitätsgruppe Wärmedämmsysteme.[6]